# نيل بيل
نيل بيل (بالإنجليزية: Neil Bell)‏ هو ممثل بريطاني، ولد في 2 مارس 1969 في المملكة المتحدة.

## أعمال

### أفلام
- (2015) بان[1][2][3][4]

### مسلسلات
- بيكي بلايندرز

## وصلات خارجية
- نيل بيل على موقع IMDb (الإنجليزية)
- نيل بيل على موقع قاعدة بيانات الفيلم (الإنجليزية)